# キンベル美術館
キンベル美術館（英: Kimbell Art Museum）は、アメリカ合衆国テキサス州フォートワースにある美術館。

## 歴史
1972年に、実業家で熱心な美術収集家であったケイ・キンベル夫妻の私的コレクションをもとに設立された。 美術館の設計者はルイス・I・カーンで、カマボコ形のコンクリート・ヴォールトの屋根を戴いた細長いユニットがおよそ3×6の配置で並べられており、屋根の頂部からの自然光が反射板にあたり、間接照明として館内を照らしている。
2008年に、建築家レンゾ・ピアノによる拡張が発表され、2013年に公開された。

## コレクション
コレクションの代表作家は、ドゥッチョ（The Raising of Lazarus）、ミケランジェロ・ブオナローティ(『聖アントニウスの苦悩』）、フラ・アンジェリコ、アンドレア・マンテーニャ、ジョヴァンニ・ベリーニ、ティツィアーノ・ヴェチェッリオ、パルミジャニーノ、アダム・エルスハイマー（The Flight into Egypt）、
ヤン・ホッサールト、ルーカス・クラナッハ、カラヴァッジョ、カナレット、ジョヴァンニ・バッティスタ・ティエポロ、
ニコラ・プッサン（ヴィーナスとアドーニス）、ジョルジュ・ド・ラ・トゥール（『いかさま師（クラブの札版）』）、クロード・ロラン、
アントワーヌ・ヴァトー、
フランソワ・ブーシェ、エル・グレコ（Portrait of Dr. Francisco de Pisa ）、ディエゴ・ベラスケス、バルトロメ・エステバン・ムリーリョ、
ホセ・デ・リベーラ、ジャン・ロレンツォ・ベルニーニ、フランチェスコ・グアルディ、
ピーテル・パウル・ルーベンス（Equestrian Portrait of the Duke of Buckingham）、フランス・ハルス、
ヤーコプ・ファン・ロイスダール、レンブラント・ファン・レイン、フランシスコ・デ・ゴヤ（Portrait of the Matador Pedro Romero） 、
ジョシュア・レイノルズ、
トマス・ゲインズバラ、ジョージ・ロムニー、トーマス・ローレンス、
ジョゼフ・マロード・ウィリアム・ターナー（Glaucus and Scylla）、アントニオ・カノーヴァ、
カスパー・ダーヴィト・フリードリヒ、フレデリック・レイトン（Portrait of May Sartoris）、
ジャン＝バティスト・カミーユ・コロー、ジャック＝ルイ・ダヴィッド、ウジェーヌ・ドラクロワ、カミーユ・ピサロ、ギュスターヴ・クールベ、
クロード・モネ（La Pointe de la Hève à marée basse）、エドゥアール・マネ（『ジョルジュ・クレマンソー』）、ポール・ゴーギャン（『自画像』）、
エドガー・ドガ、ポール・セザンヌ（『マリア邸のあるシャトー・ノワールの風景』）、パブロ・ピカソ、ジョアン・ミロ、ピエト・モンドリアン、
アンリ・マティス、ジョルジュ・ブラック、ジェームズ・アンソール、 エドヴァルド・ムンク（『橋の上の少女たち』(Mädchen auf der Brücke)）

## ギャラリー

### ヨーロッパのコレクション

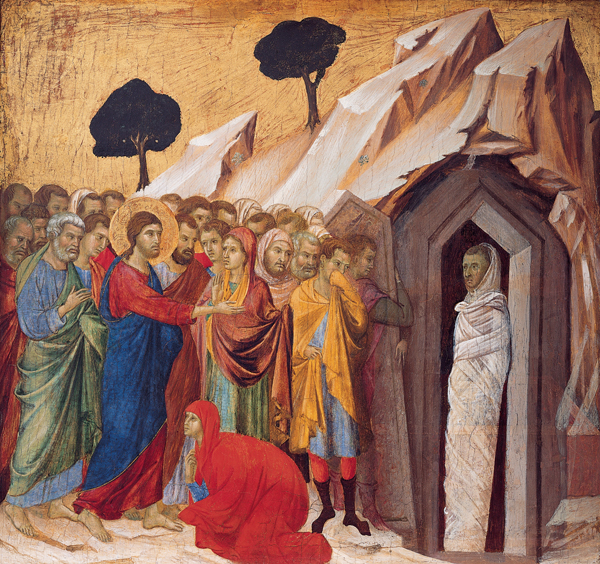
ドゥッチョ・ディ・ブオニンセーニャ, The Raising of Lazarus, 1310年
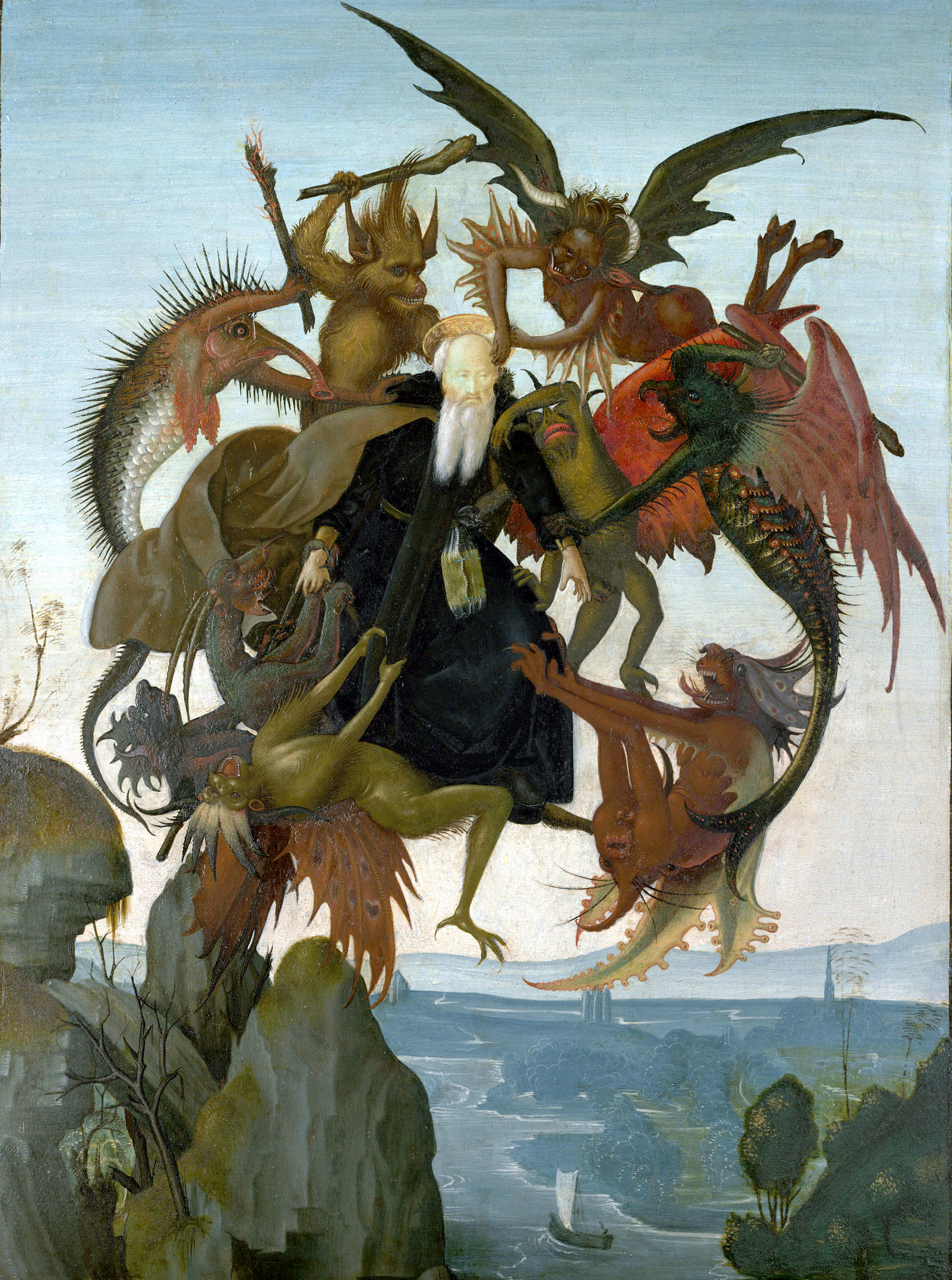
ミケランジェロ・ブオナローティ『聖アントニウスの苦悩』1487年
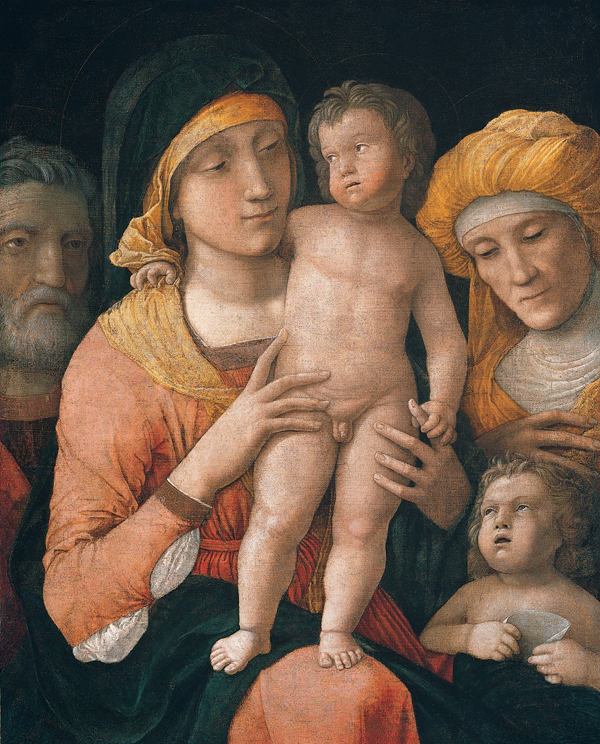
アンドレア・マンテーニャ『聖母子と聖ヨセフ、聖エリサベト、洗礼者聖ヨハネ』1490年
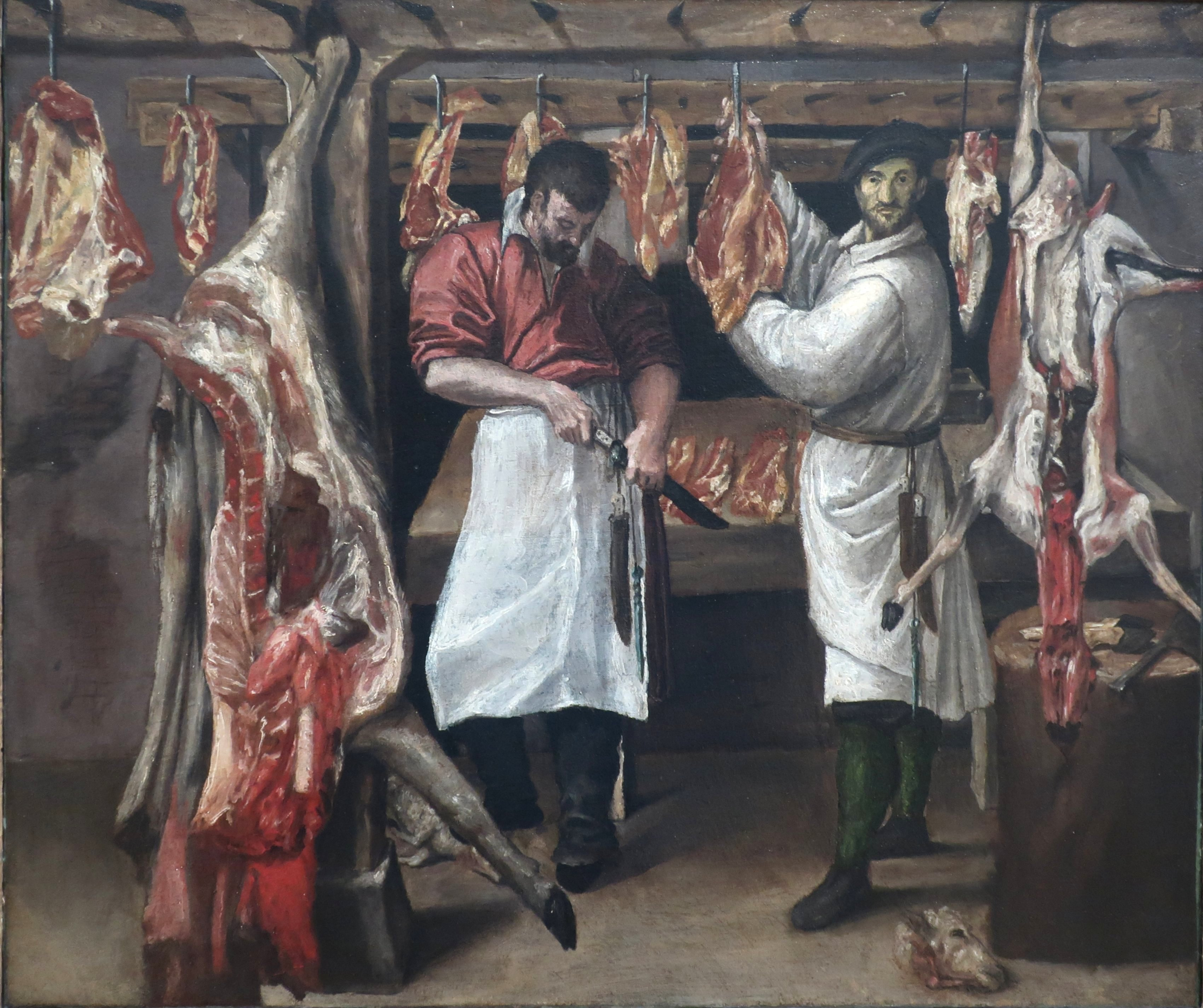
アンニーバレ・カラッチ『肉屋』1580年
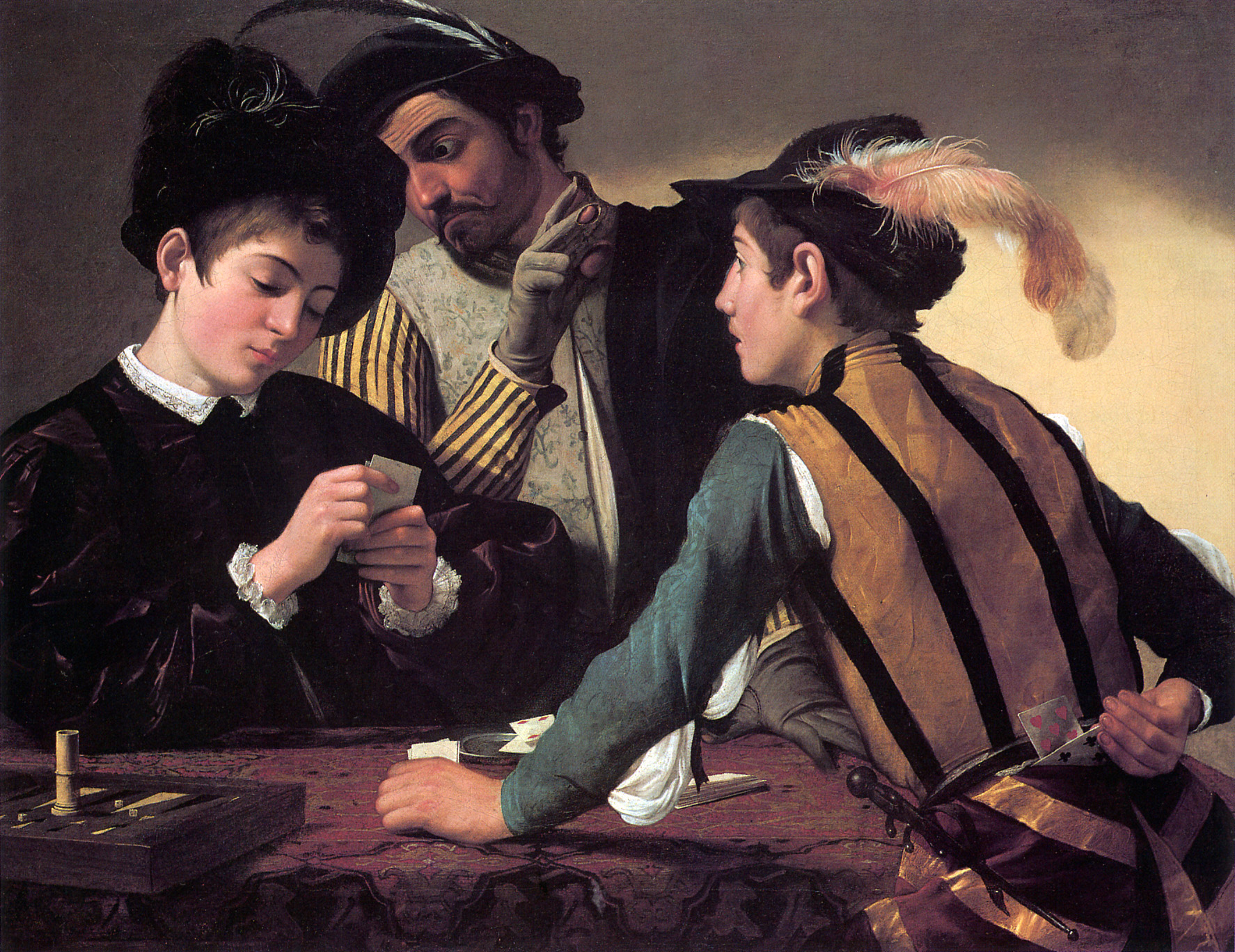
カラヴァッジョ『トランプ詐欺師』1594年
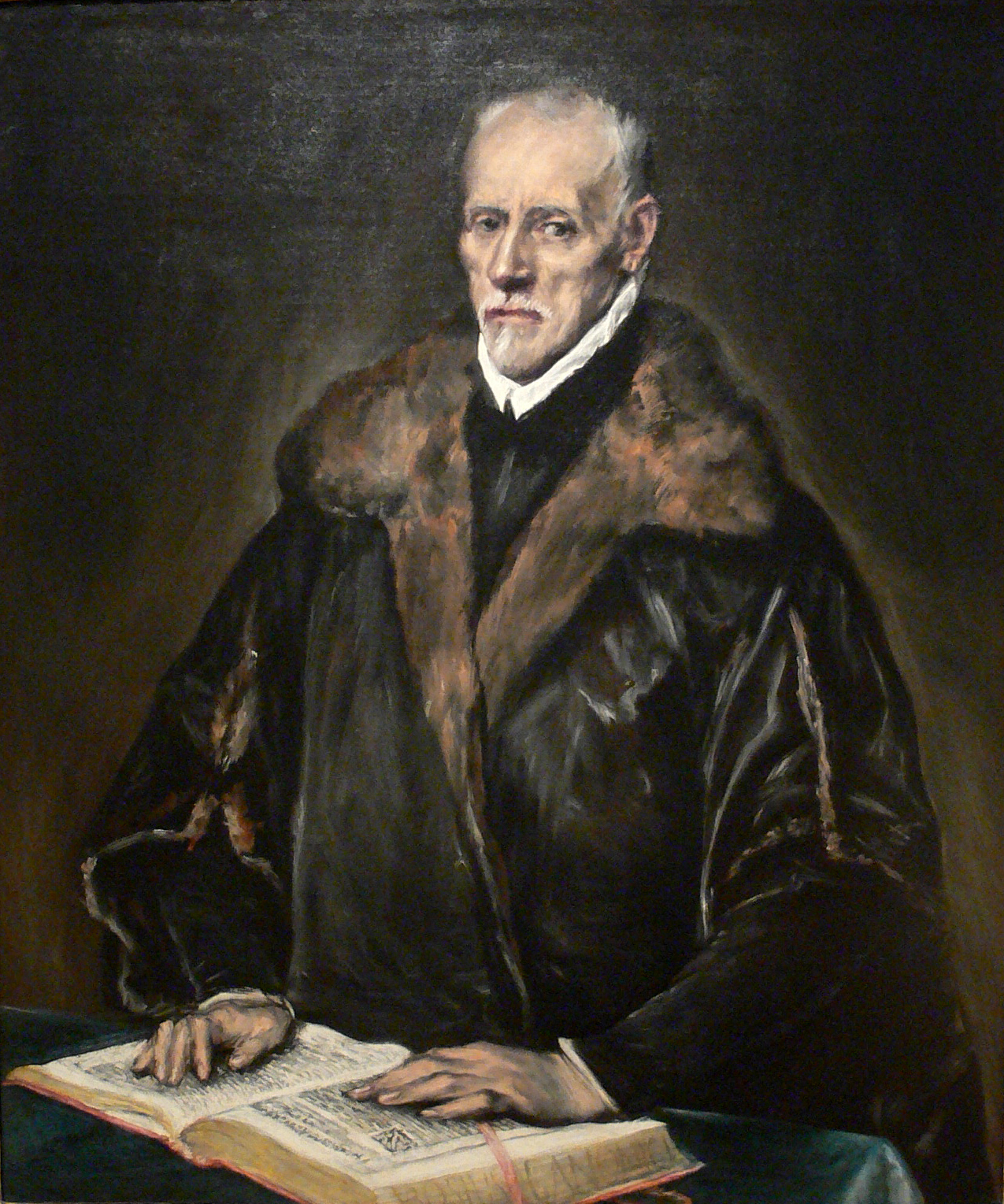
エル・グレコ, Portrait of Dr Francesco di Pisa, 1610年-1614年頃
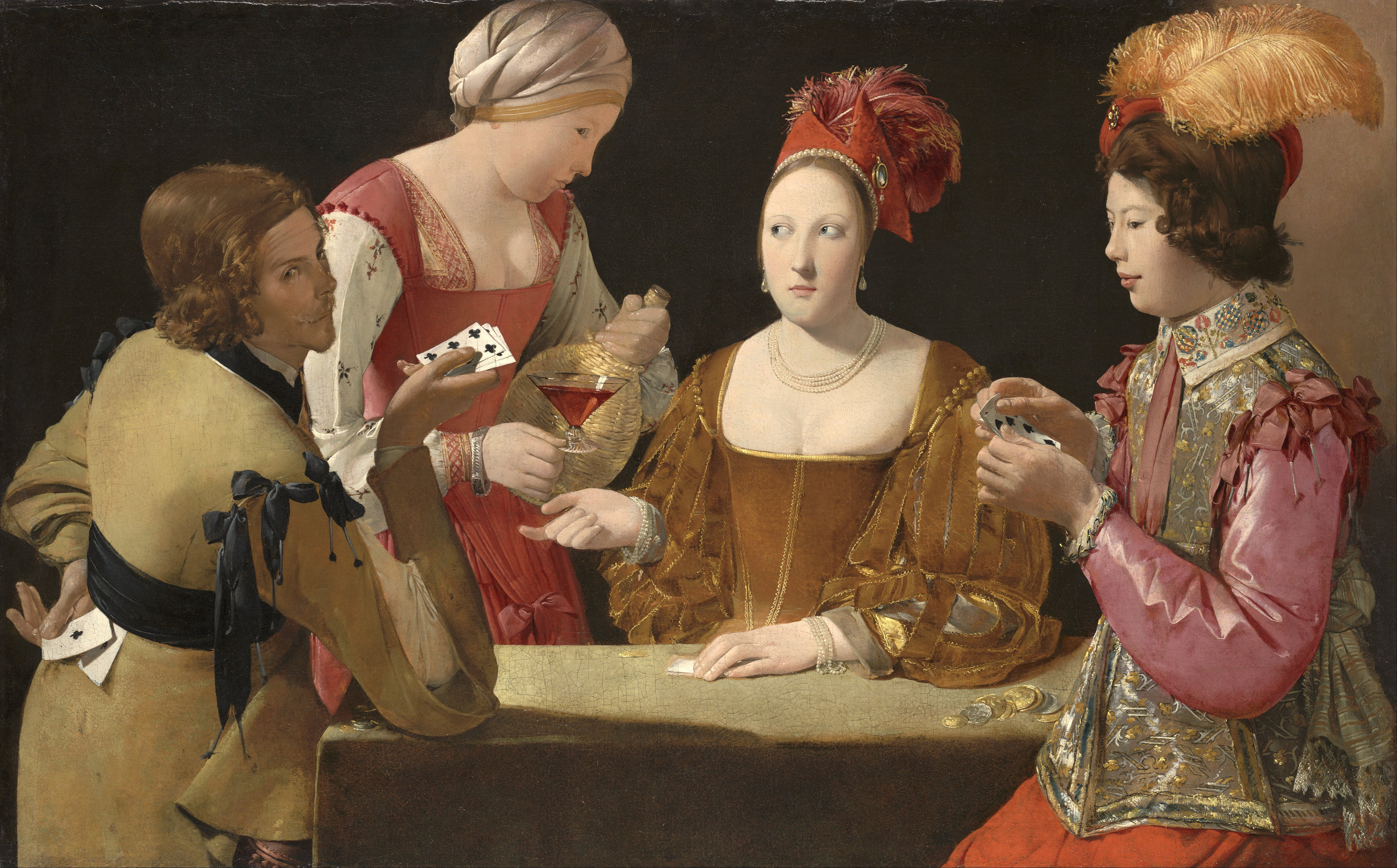
ジョルジュ・ド・ラ・トゥール『いかさま師（クラブの札版）』1620年代後半頃
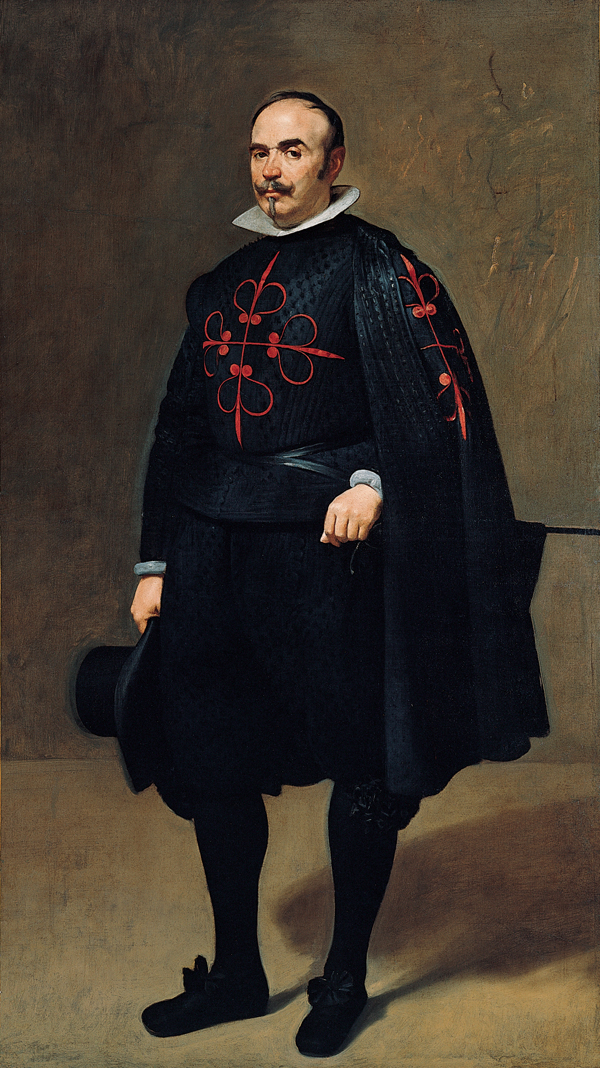
ディエゴ・ベラスケス, Portrait of Don Pedro de Barberana, 1632年
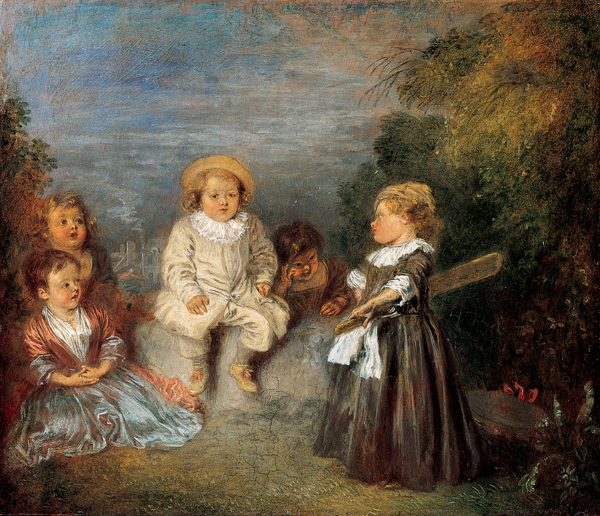
アントワーヌ・ヴァトー, Happy Age! Golden Age, 1716年-1720年
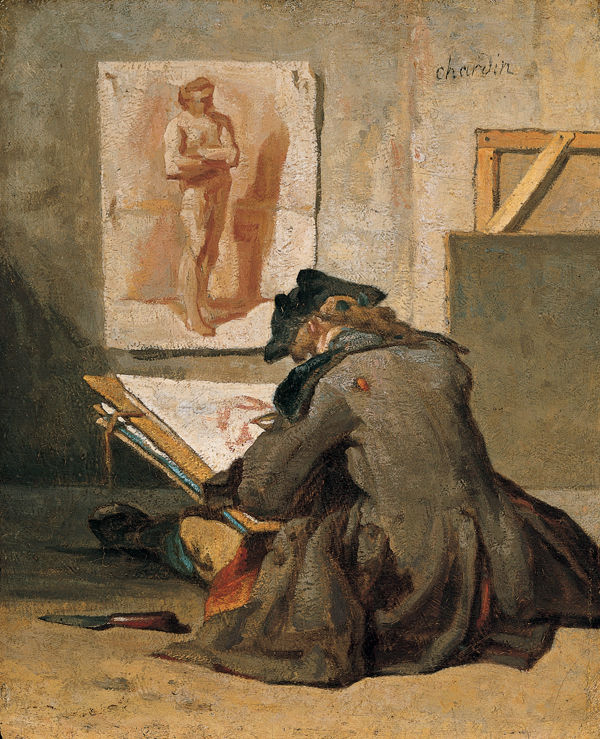
ジャン・シメオン・シャルダン, Young Student Drawing, 1738年頃
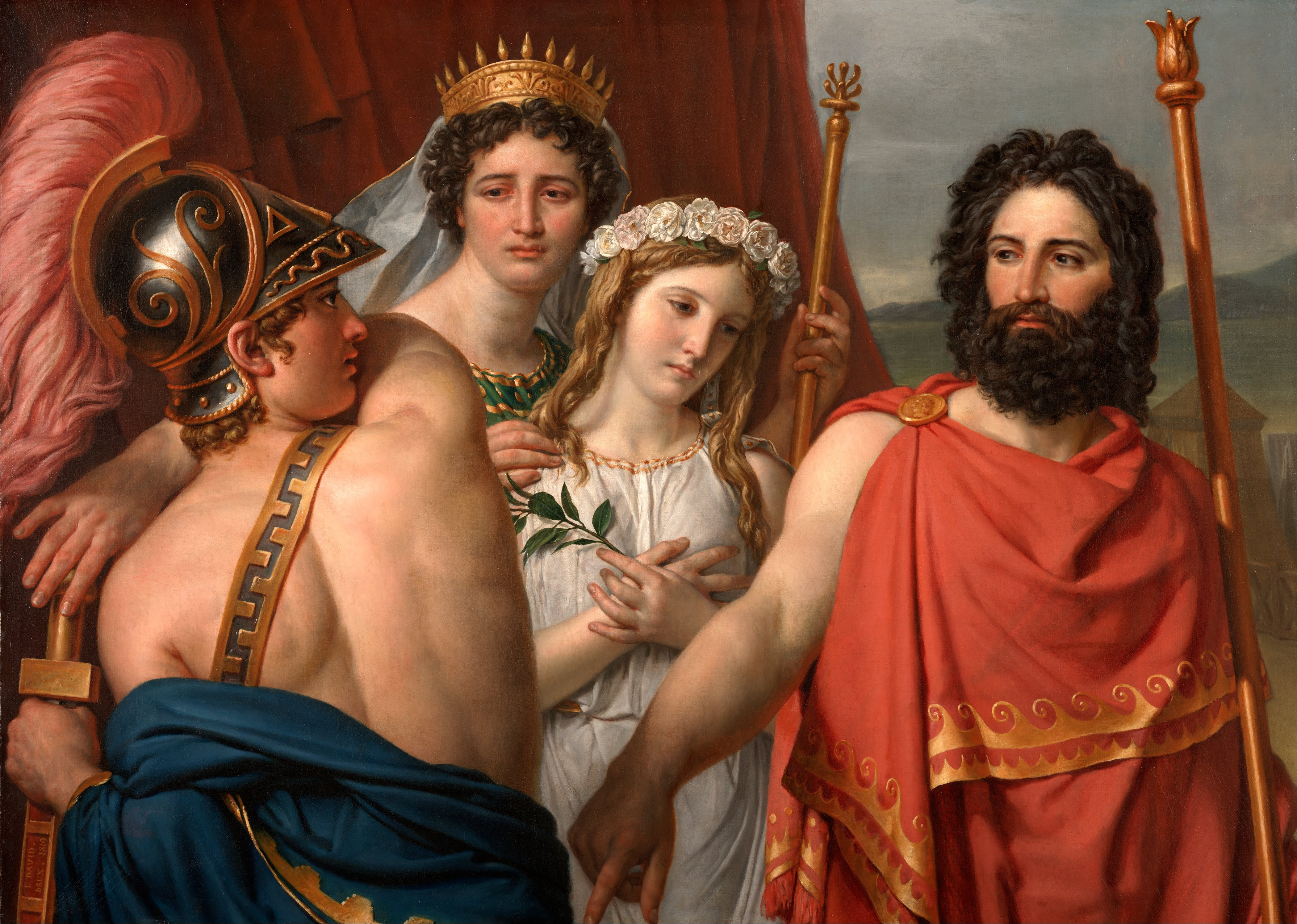
ジャック＝ルイ・ダヴィッド『アキレウスの怒り』1819年
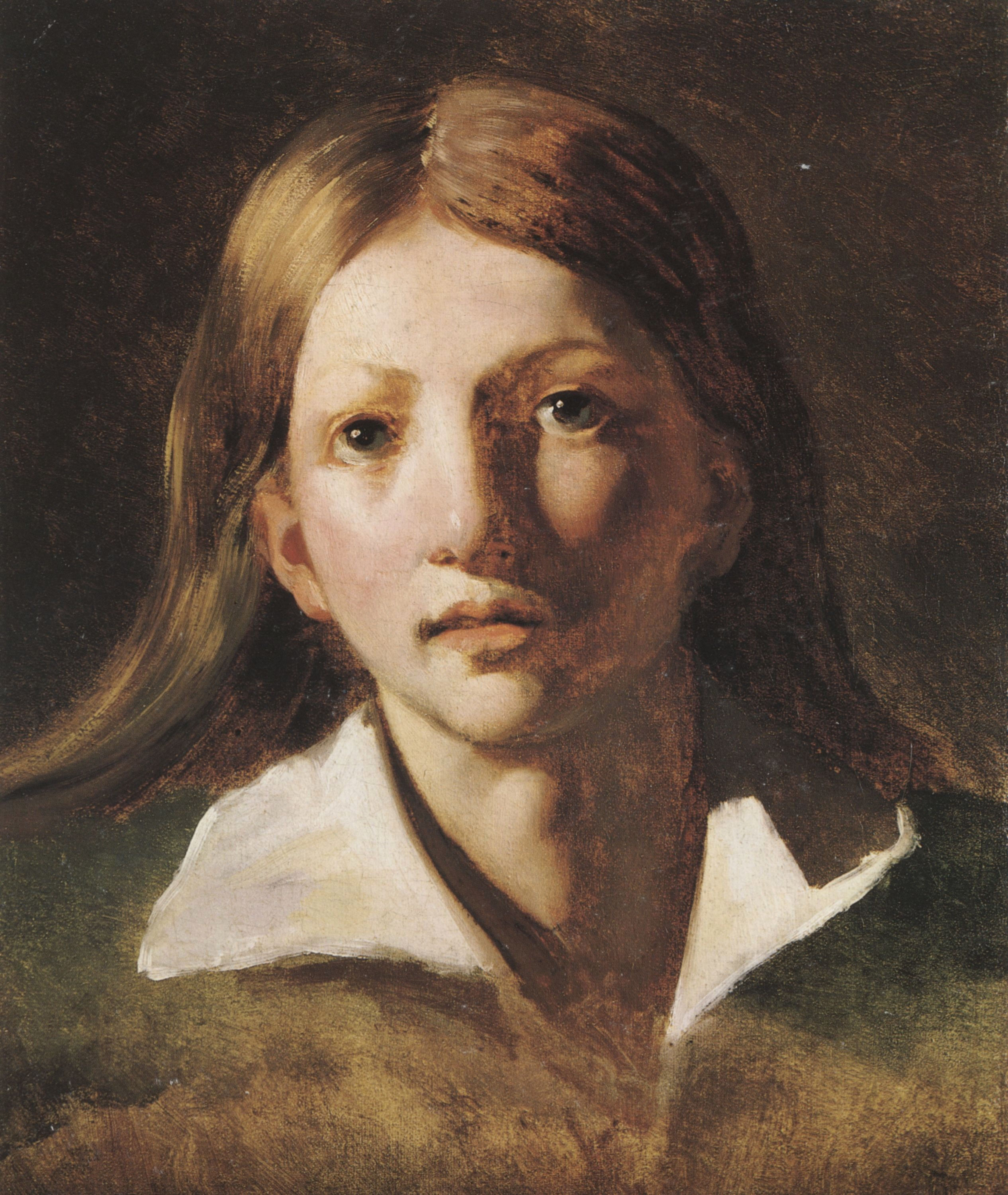
テオドール・ジェリコー, Portrait of a Boy with Long Blond Hair, 1819年-1820年
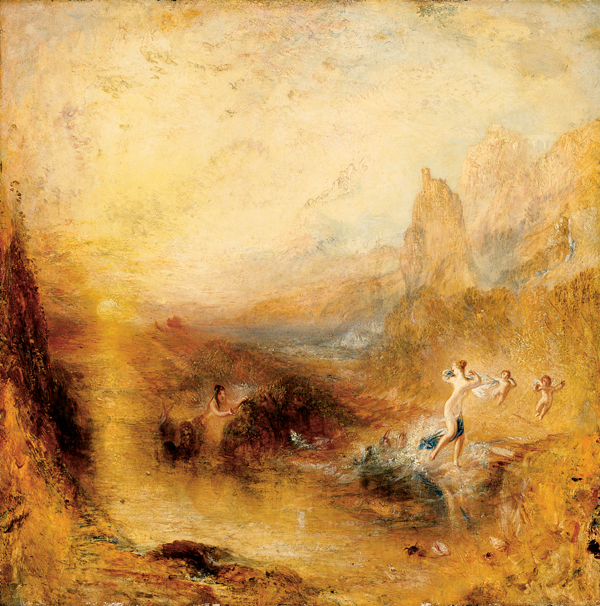
ジョゼフ・マロード・ウィリアム・ターナー, Glaucus and Scylla, 1841年
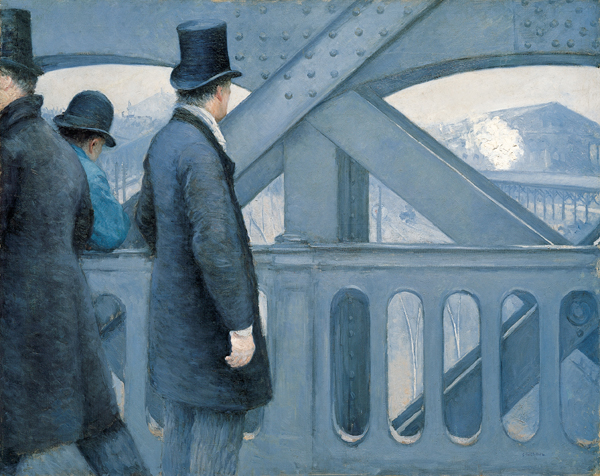
ギュスターヴ・カイユボット, On the Pont de l’Europe, 1876年-1877年
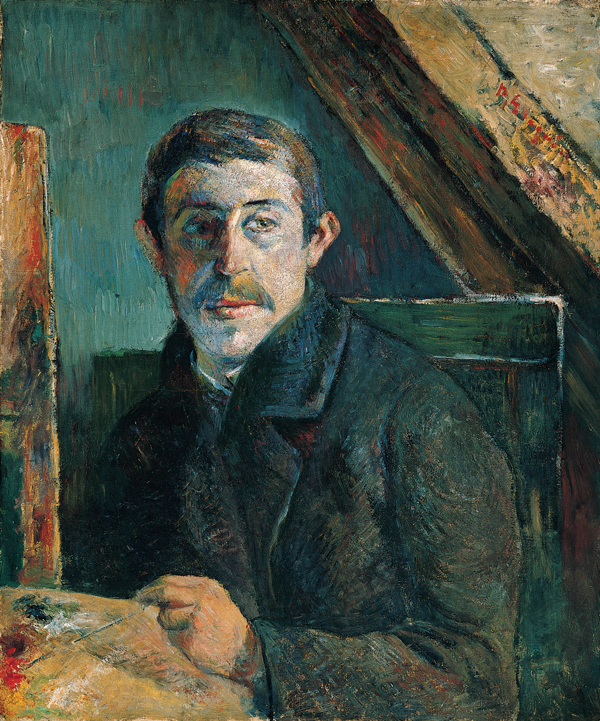
ポール・ゴーギャン『自画像』, 1885年
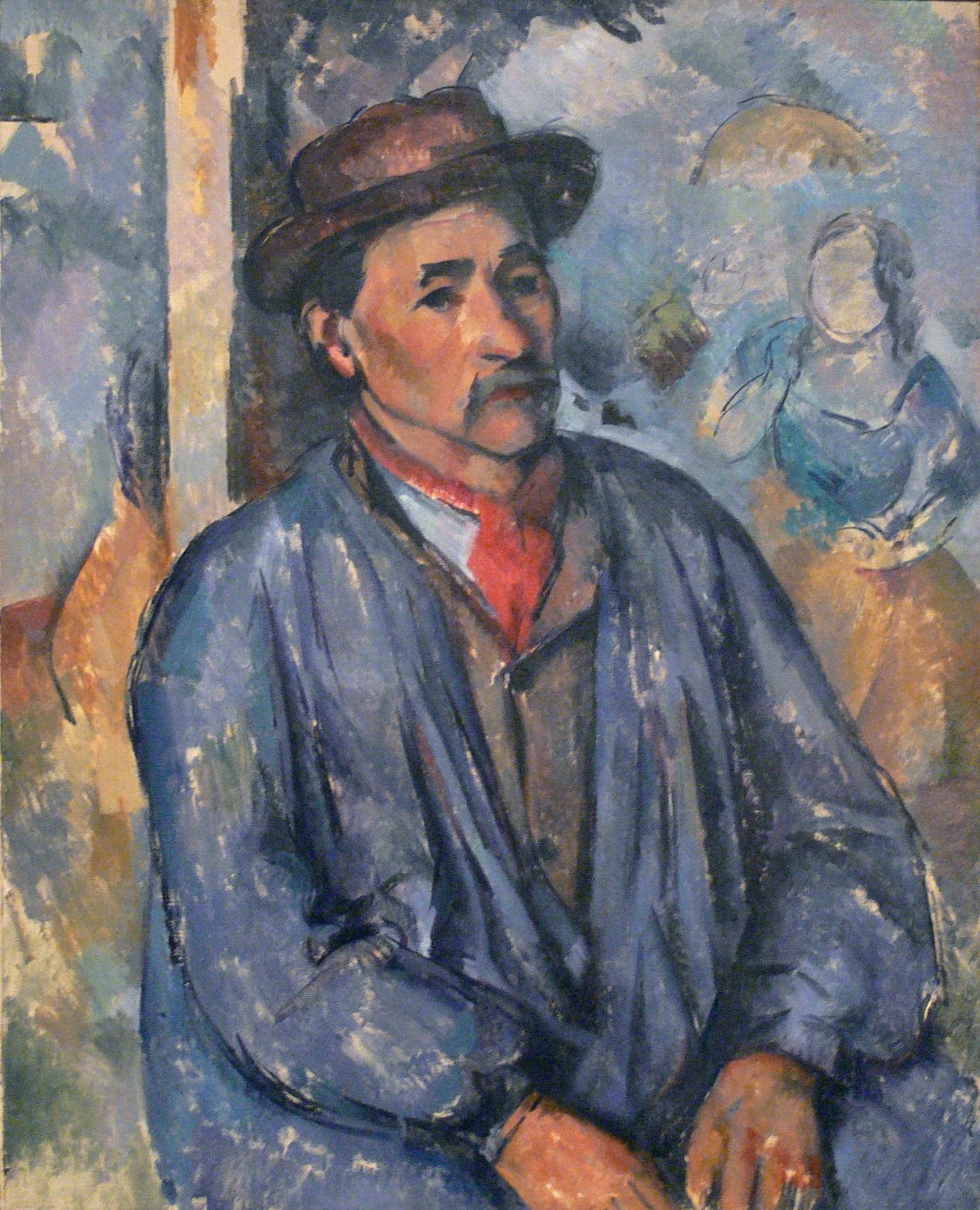
ポール・セザンヌ, Man in a Blue Smock, 1896年-1897年
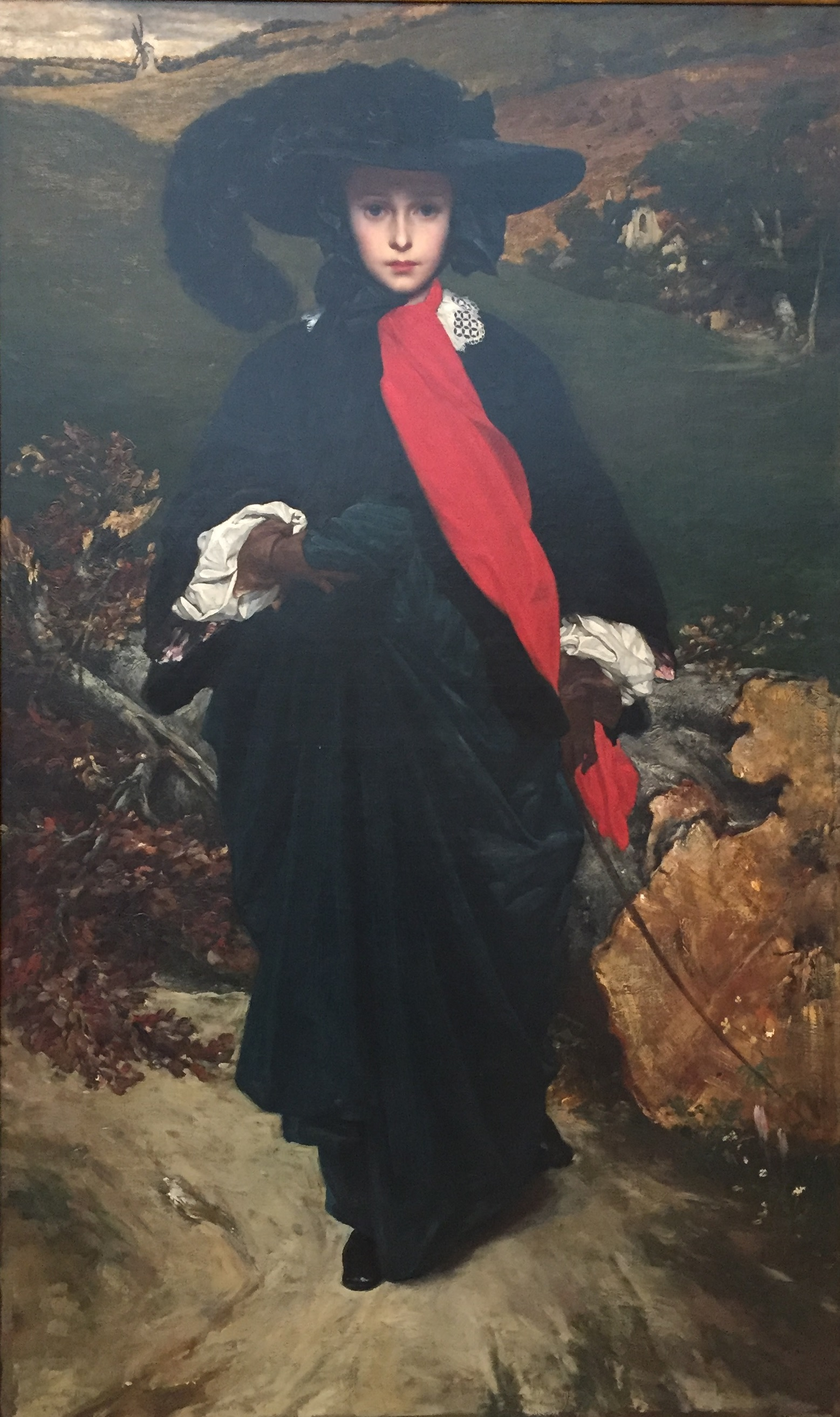
フレデリック・レイトン, Portrait of May Sartoris at about 15 years of age

### アジアのコレクション

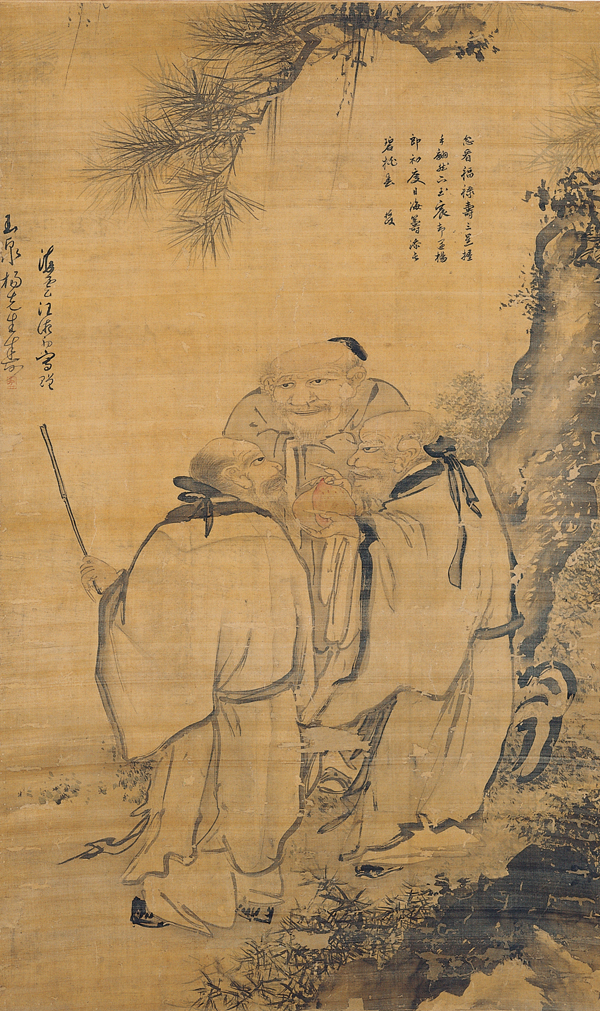
en:Wang Zhao, The Three Stars of Happiness, Wealth, and Longevity, c. 1500, 中国 明時代 ink and light colors on silk
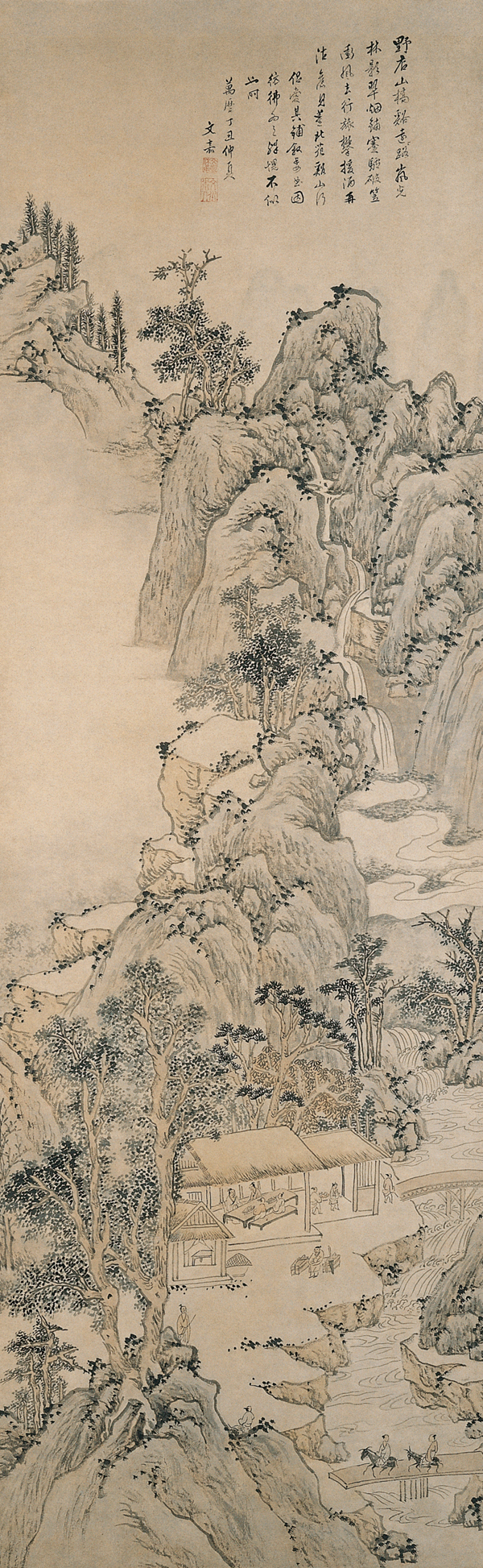
文嘉 Landscape in the Style of Dong Yuan, 1577, 中国 明時代 (1368–1644)
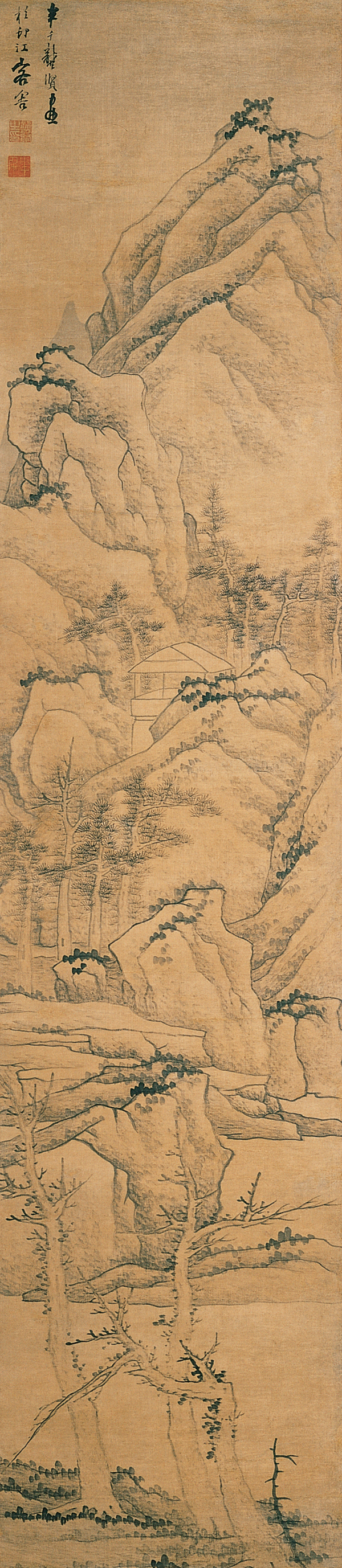
en:Gong Xian, Landscape, c. 1650, ink on silk painting, 中国 清時代 (1644–1911)
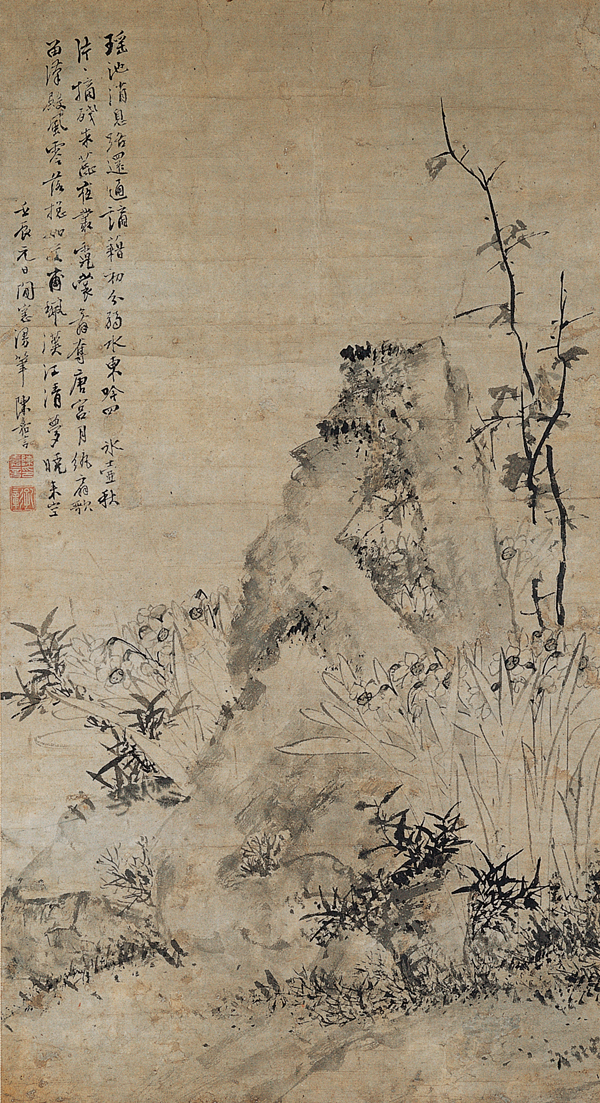
Chen Jiayen, Bamboo, Rock, and Narcissus, 1652, 中国 清時代 (1644–1911), Hanging scroll; ink on paper

## 参照
- エーモン・カーター美術館

## 関連リンク
- 公式サイト（英語）
- バーチャルツアー[リンク切れ]